# Contrarreloj femenina sub-23 en el Campeonato Mundial de Ruta

Maillot arcoíris otorgado a la campeona de la prueba

La prueba de contrarreloj femenina sub-23 en el Campeonato Mundial de Ciclismo en Ruta se disputa desde el Mundial de 2022.

## Palmarés
| Núm.         | Año         | Sede                    | Oro                            | Plata                             | Bronce                         |
| ------------ | ----------- | ----------------------- | ------------------------------ | --------------------------------- | ------------------------------ |
| I – LXXXVIII | 1927 – 2021 | No realizados           | No realizados                  | No realizados                     | No realizados                  |
| LXXXIX       | 2022        | Wollongong ( Australia) | Vittoria Guazzini · Italia     | Shirin van Anrooij · Países Bajos | Ricarda Bauernfeind · Alemania |
| XC           | 2023        | Stirling ( Reino Unido) | Antonia Niedermaier · Alemania | Cédrine Kerbaol Francia           | Julie De Wilde · Bélgica       |
| XCI          | 2024        | Zúrich · ( Suiza)       | Antonia Niedermaier · Alemania | Jasmin Liechti · Suiza            | Julie De Wilde · Bélgica       |

## Medallero histórico
- Actualizado a Zúrich 2024.

| Núm. | País         | Oro | Plata | Bronce | Total |
| ---- | ------------ | --- | ----- | ------ | ----- |
| 1    | Alemania     | 2   | 0     | 1      | 3     |
| 2    | Italia       | 1   | 0     | 0      | 1     |
| 3    | Francia      | 0   | 1     | 0      | 1     |
| 3    | Países Bajos | 0   | 1     | 0      | 1     |
| 3    | Suiza        | 0   | 1     | 0      | 1     |
| 6    | Bélgica      | 0   | 0     | 2      | 2     |
|      | TOTAL        | 3   | 3     | 3      | 9     |